# 金廣誠
金廣誠（？—），MakerVille行政總裁，曾任香港電視娛樂有限公司（ViuTV）製作部副總裁。

## 經歷
金廣誠曾策劃、導演、監製香港各大演唱會，被譽為香港演唱會的金牌監製。他曾任職香港無線電視綜合節目組監製，師傅是吳雨和資深編劇胡美屏，曾策劃及監製不少綜藝及音樂節目，包括《歡樂今宵》、《勁歌金曲頒獎典禮》、《翡翠歌星賀台慶》、《蝦仔爹哋》舞台劇等。金廣誠與不少香港樂壇巨星關係甚佳，也籌劃過多場演唱會及音樂特輯。

## 外部連結
- 金廣成為郭富城打造巨星演唱會（页面存档备份，存于）